# Szkoccy purytanie
Szkoccy purytanie (ang. Old Mortality) – powieść historyczna Waltera Scotta z 1816 roku.

## Okoliczności powstania
Pragnąc zachować anonimowość Walter Scott wymyślił dla swych powieści nowy kamuflażː historię miał opowiadać fikcyjny narrator, Jedediah Cleishbotham, a autor nadał rozpoczętemu w ten sposób nowemu cyklowi tytuł Opowieści mojego gospodarza. Zacierając wszelkie związki cyklu z autorem Waverleya, zaczął przekazywać powieści nowego cyklu do druku, nie Archibaldowi Constable'owi, lecz Williamowi Blackwoodowi, edynburskiemu przedstawicielowi londyńskiej firmy wydawniczej John Murray. Przy okazji publikacji Czarnego karła, pierwszej powieści cyklu, autor nakłonił wydawcę do przyjęcia za 500 funtów książek z magazynu jego przyjaciela Ballantyne'a, których nie chciał już rozprowadzać dotychczasowy wydawca. W zamian Scott zobowiązał się dostarczyć do końca roku rękopis jeszcze jednej powieści, którą byli Szkoccy purytanie.

## Czas i miejsce akcji
Akcję początkowych rozdziałów powieści umieścił autor na południu dawnego księstwa Lanark, w Szkocji. Zaczyna się ona 5 maja 1679, w mieście, którym najprawdopodobniej jest Rutherglen. Czytelnik dowiaduje się o zabójstwie arcybiskupa Saint Andrews Magusa Muira, wydarzeniu, które w rzeczywistości miało miejsce 3 maja. Scott przyspieszył nieco bieg wydarzeń umieszczając wkrótce po morderstwie bitwę pod Drumclog, którą stoczono dopiero 1 czerwca. Bitwa pod Bothwell Bridge miała miejsce 22 czerwca, niedaleko Hamilton.
Ostatnia część powieści (rozdziały od XXXVII do XLIX) rozgrywa się po bitwie pod Killiecrankie (27 lipca 1689).

## Tytuł
Tytuł Old Mortality jest wynikiem błędu drukarza. Scott chciał zatytułować powieść The Tale of Old Mortality. W istocie książka nie jest poświęcona starcowi o pseudonimie „Old Mortality” lecz relacjonuje historię, która miała być przez niego opowiedziana. W prologu autor opisuje rozmowę na opuszczonym cmentarzu pomiędzy Old Mortality'm a Peterem Pattysonem, fikcyjnym redaktorem książki. Old Mortality istniał faktycznie. Nazywał się Robert Paterson (1715-1801). Był kamieniarzem i spędził ostatnie 40 lat swojego życia podróżując po Szkocji, aby odnawiać inskrypcje na grobach prezbiteriańskich męczenników z XVII wieku. Scott spotkał go w 1793 roku na cmentarzu Dunnottar.

## Treść

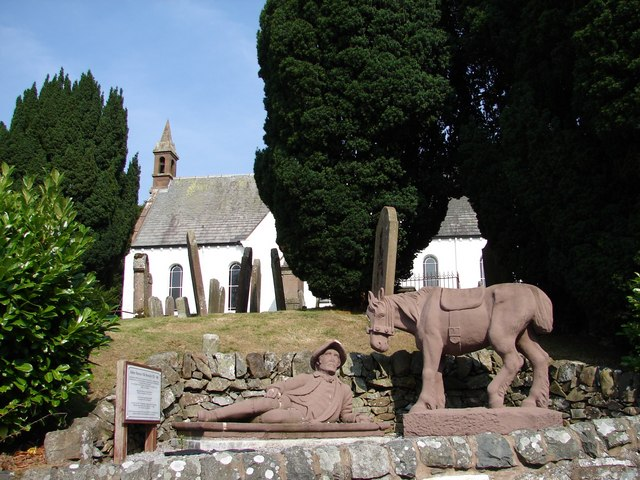
Old Mortality - Robert Paterson i jego koń

Powieść nawiązuje do opowiedzianej w prologu legendy o Robercie Patersonie, zwanym Old Mortality, który pod koniec XVIII wieku wędrował po Szkocji, naprawiając i oczyszczając groby zwolenników Kowenantu. Kowenantyści podpisali układ, w którym zobowiązali się do walki z królem angielskim, wtrącającym się szkockie życie  religijne. Pisarz wplótł opowieści o walkach kowenantysów w historię o Henryku Mortonie z Milnwood, umiarkowanym prezbiterianinie, aresztowanym przez angielskich dragonów, pod dowództwem Johna Grahama z Claverhouse, oskarżonym o ukrywanie fanatycznego kowenantysty, jednego z morderców anglikańskiego biskupa. Młodzieńca ratuje od egzekucji interwencja lady Ellen Bellenden, pięknej siostrzenicy sławnej szkockiej rojalistki. Morton zakochuje się w Ellen z wzajemnością.
Uwolniony dołącza do oddziału zaciekłych konwenantystów, choć nie podziela ich religijnego fanatyzmu. Talenty wojenne, okazane w polu, czynią go jednym z uznanych dowódców wojskowych rebeliantów. Scott wykorzystuje jego postać, okazać solidarność z dążeniami konwenantystów do uzyskania swobód religijnych, a jednocześnie zdystansować się od ich fanatyzmu.

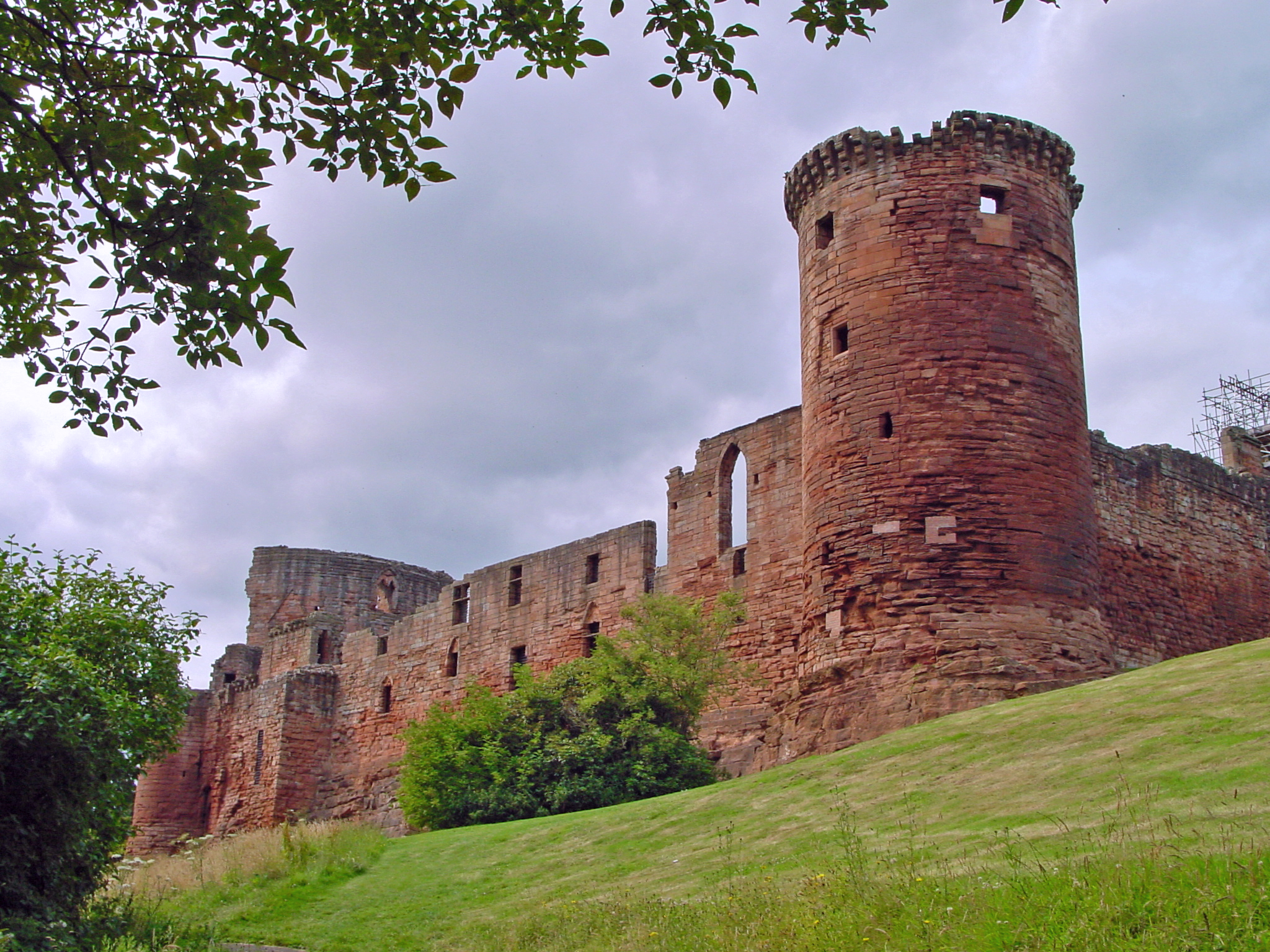
Zamek Bothwell, który zainspirował Scotta do stworzenia Tillietudlem, zamku lady Margaret Bellenden.

Dzięki licznym zbiegom okoliczności Morton ma okazję spłacić dług wdzięczności w stosunku do swego nieprzyjaciela i rywala o względy Edith, lorda Evendale'a. Konwenantyści po liku zwycięstwach ponoszą ostatecznie klęskę w bitwie pod Bothwell Bridge, gdzie dowodzi lord Claverhouse. Morton, wzięty do niewoli, zostaje skazany na wygnanie. Po latach zmiany polityczne pozwalają mu powrócić. Lord Evendale ginie w zasadzce, a Morton poślubia Edith.

## Charakterystyka powieści
Z literackiego punktu widzenia Szkoccy purytanie należą do najlepiej skonstruowanych powieści Scotta. Całość jest żywa i zwarta. Autorowi udało się nasycić pełną nadprzyrodzonych elementów legendę elementami realistycznymi. Znakomicie oddał przemianę ideową głównego bohatera, jego wahania między jednym a drugim stronnictwem toczącej się wokół niego wojny domowej. Słabiej wypadł wątek romansowy, na którą składają się raczej rożne momenty wzajemnego przywiązania niż namiętnych porywów. Autor dał w swojej powieści galerię postaci niezwykle żywotnych i dynamicznych. Oprócz znakomitego pułkownika Johna Claverhouse'a, szereg postaci często epizodycznych, prostych ludzi, których zdrowy rozsądek i dobrotliwy humor pozwala nie zagubić się w legendzie o rycerskich czynach i kalwińskiej nabożności. 
Scott osiągnął w tej powieści to, co niewielu powieściopisarzom przed nim się udało - naturalność dialogu. Doskonale oddał różnice w dialektach, stopniu rozwoju umysłowego swych bohaterów oddalonych od siebie na drabinie zawodowej czy społecznej czasem bardzo nieznacznie. Stylistycznie osiągnął w tej powieści wyżyny rzadko przedtem i potem w jego twórczości spotykane.

## Osoby
- Lady Margaret Bellenden – zagorzała rojalistka, wdowa po sir Arturze, zabitym przez purytan w bitwie pod Philiphaugh w 1645. W wojnach domowych straciła dwóch synów. Król Karol II spędził w jej zamku noc, o czym nie przestaje przypominać gościom. Dobrze usposobiona do żołnierzy królewskim, nie podejrzewa jakich okrucieństw się dopuszczają. W trakcie kolacji denuncjuje krwiożerczemu Claverhouse'owi matkę i syna, nie zastanawiając się co ich może czekać.
- Lady Edith Bellenden – siostrzenica lady Margaret, wychowana w zasadach politycznych i religijnych organicznie wrogich kowenantystom.
- Cuddy (Cuthbert) Headrigg – sługa lady Margaret, głupi i prostacki, choć nie pozbawiony przebłysków finezji, odważny, dobry strzelec.
- Mause Headrigg, z domu Middlemass – matka Cuddy'ego, wdowa. Fanatyczna kowenantystka, niezdolna utrzymać języka za zębami nawet wobec dragonów królewskich, nie zważając na związane z tym konsekwencje. Nie tylko sama szuka okazji do męczeństwa, ale stara się o to również dla swego syna, który bynajmniej nie ma na męczeństwo ochoty.
- Henry Morton z Milnwood – sierota, purytanin, syn purytanina walczącego pod Philiphaugh, który ostatecznie przeszedł na stronę króla Karola II. Odważny, religijnie indyferentny, choć skłaniający się ku purytanizmowi; przepełniony wzniosłymi ideami dotyczącymi wolności mówienia i pisania. łagodnego i spokojnego charakteru, ale ognistego ducha. Miłujący wolność, przywiązany do praw Szkotów, do poszanowania jednostek. Nie związany z żadną partią. Uważa swą postawę nie za niezdecydowanie, ale za tolerancję. Jest zniesmaczony wąskim, sekciarskim duchem Kowenantu, ich mrocznym fanatyzmem, nieubłaganym resentymentem politycznym. Ale jeszcze bardziej oburza go naruszanie praw Szkotów, tyrańskimi posunięciami rządu, szykanami i masakrami urządzanymi przez wojsko. W przeciwieństwie do Claverhouse'a uważa, że Bóg dał życie zarówno chłopu, jak i księciu i nie cieszy się z niszczenia Jego dzieła.
- Lord Evandale (William Maxwell) – młody kapitan z regimentu Claverhouse'a, starający się o rękę Edith Bellenden.
- Brygadier Francis Stuart, vel Bothwell – archetyp dragona głupca: agresywny pijak, nienawistnik, brutal, złodziej. Nic nie znaczący, prawie pogardzany, jest jednak wnukiem Francisa Stuarta, piątego hrabiego Bothwell, który z kolei był wnukiem Jakuba V króla Szkocji.
- Jenny Dennison – wierna służąca Edith Bellenden. Zdecydowany charakter, śmiały umysł. "Wiejska kokietka", zna "wszystkich obiboków w kantonie", których lubi dręczyć i od których dostaje wszystko, czego chce. Wśród jego zalotników są Cuddy Headrigg i dragon Tom Holliday. Pragnie, żeby jej pani poślubiła raczej lorda Evandale'a niż Henry'ego Mortona.
- David Morton z Milnwood – stary wuj Henry'ego, umiarkowany prezbiterianin. Skąpy, samolubny, podły, domowy tyran.
- Aylie (Alison) Wilson – ulubiona, stara gospodyni Davida Milnwooda. Skąpa. Lubi dodawać sobie ważności. Zły humor ustępuje w niej miejsca naturalnej dobroci. Kocha swoich panów bardziej niż cokolwiek na świecie i często lubi ich dręczyć.
- John Balfour z Kinloch, czyli Burley – postać historyczna, jeden z zabójców arcybiskupa Saint Andrews. Jeden z głównych dowódców armii Kowenantu, o skrajnie ekstremistycznej postawie. Rzeczywiście w obronie Bothwell Bridge odegrał rolę, którą mu Scott przypisuje. Dawny towarzysz broni ojca Henry'ego, który kiedyś uratował mu życie. Mroczny, marzycielski i przedsiębiorczy, odważny, porywczy, gwałtowny, uparty, nieposkromiony. Celem wszystkich jego pragnień jest zostać przywódcą prezbiterianów. Uzbrojony w swą Biblię i miecz, często toczy nocne bitwy przeciwko „wrogowi” (szatanowi). Potrafi jednak okiełznać swoją obłąkaną wyobraźnię. Wie, jak ukryć wybuchy swego szaleństwa, jeśli mają go zdyskredytować. Potrafi też, jak je opóźnić, tak by przesądni mogli być ich świadkami.